# Sundhedsret
Sundhedsret er en juridisk disciplin, der beskæftiger sig med juridiske spørgsmål relateret til sundhedsvæsenet, sundhedsvidenskabelig forskning, folkesundhed, lægemidler, bioteknologi og retsmedicin. Disciplinen spænder på tværs af privatret og offentlig ret og beskæftiger sig blandt andet med organiseringen af offentlige og private aktører i sundhedsvæsenet, sundhedspersonales forpligtelser, patienters rettigheder, og regulering af adgangen til sundhedsydelser.
Størstedelen af sundhedsretlig regulering finder sted gennem statslig eller delstatslig lovgivning, men stigende globalisering og fremkomsten af internationale menneskerettigheder og regionale samarbejder har medført en stigning i mængden af folkeretlige instrumenter der regulerer sundhedsretlige spørgsmål. Eksempler herpå er WHO's Internationale Sundhedsregulativ og Europarådets konvention om menneskerettigheder og biomedicin. Supranationale organisationer såsom EU har også udstedt retsakter af relevans for sundhedsområdet. Især folkesundhed er reguleret af EU's retsakter.